# Onda (kommunhuvudort)
Onda är en kommunhuvudort i Spanien.   Den ligger i provinsen Província de Castelló och regionen Valencia, i den östra delen av landet, 300 km öster om huvudstaden Madrid. Onda ligger 192 meter över havet och antalet invånare är 25 691.
Terrängen runt Onda är kuperad åt sydväst, men åt nordost är den platt. Runt Onda är det ganska tätbefolkat, med 185 invånare per kvadratkilometer. Närmaste större samhälle är Castelló de la Plana, 18,1 km öster om Onda. 